# Dirk Diekmann
Dirk Diekmann (* 26. Oktober 1958; † 17. Februar 2021) war ein deutscher Schauspieler, Regisseur und Dramaturg.

## Werdegang
Diekmann studierte zunächst Schauspiel bei Christa Spolvint und H.G. von Klöden in Hannover. Künstlerische Stationen waren das Bremer Theater, das Theater Heidelberg und das Deutsche Nationaltheater Weimar. Über sieben Spielzeiten war er am Hessischen Staatstheater Wiesbaden als Faust in Goethes Faust I in der Inszenierung von Annegret Ritzel zu sehen. Seine Interpretation der Hauptrolle brachte ihm 1995 eine Nominierung zum „Schauspieler des Jahres“ ein.
Seine Inszenierung von Hübners Gretchen 89ff wurde an das Tschechow-Kunsttheater Moskau Mchat und das Akademietheater Irkutsk, Sibirien eingeladen. 2009 wurde Diekmann Chefdramaturg und Regisseur beim Vorarlberger Landestheater in Bregenz. Von 2011 bis 2014 war er Mitglied der Kunstkommission für darstellende Kunst des Landes Vorarlberg. Von 2014 bis 2016 war er stellvertretender Generalintendant am Düsseldorfer Schauspielhaus. Im September 2015 hatte seine Inszenierung des Stücks Die Sisters of Swing: Andrews Sisters Premiere am Düsseldorfer Schauspielhaus. Zudem war er dort als Registrator in Biografie. Ein Spiel von Max Frisch zu sehen.
Der 62-Jährige verstarb zehn Jahre nach einer Lungentransplantation.